# Art sacre

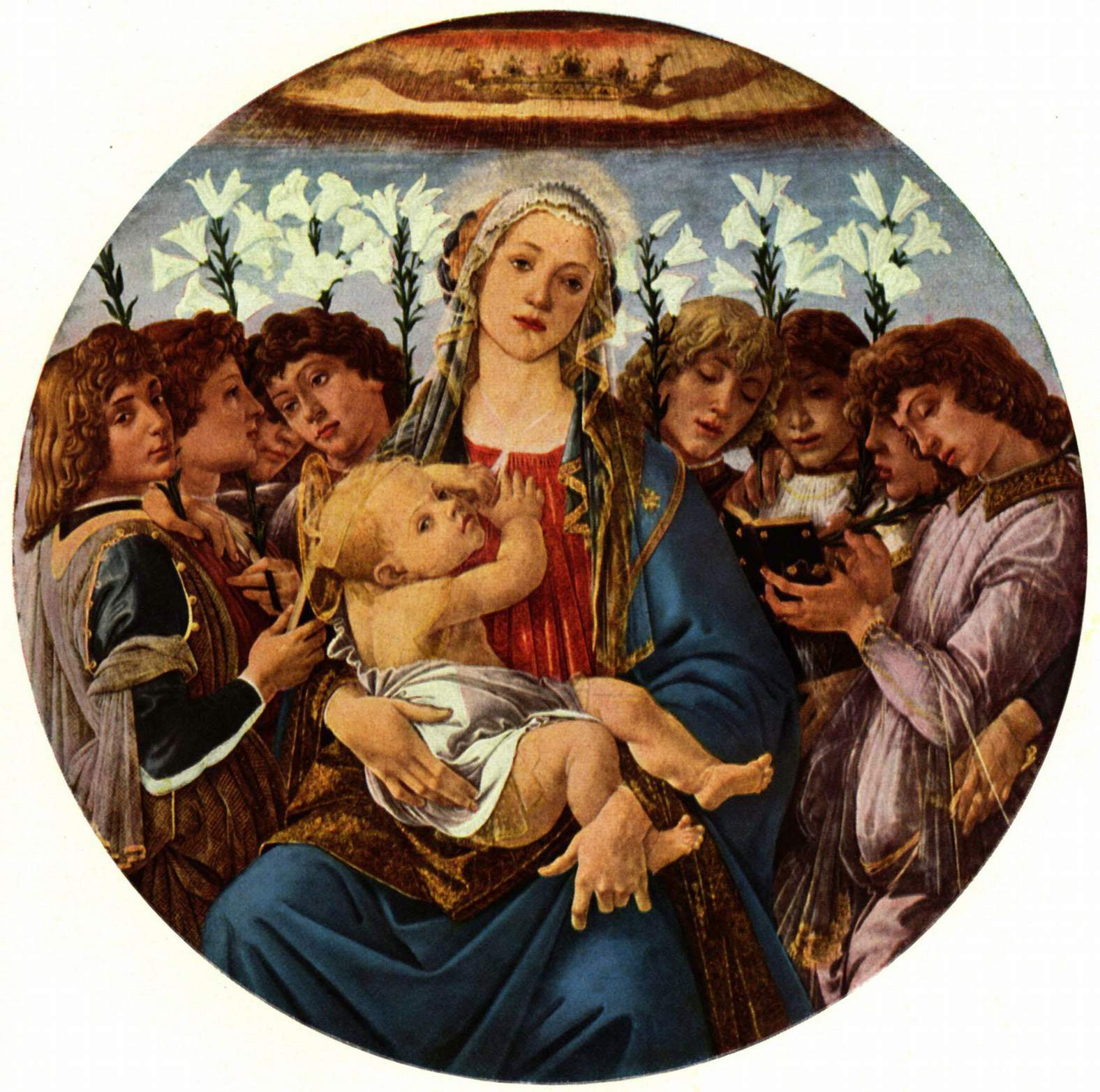
Aquesta madonna de Sandro Botticelli pertany a l'art sacre cristià.

La temàtica religiosa a l'art o art sacre és una denominació utilitzada per a produccions artístiques que tenen com a finalitat un culte religiós. A través dels segles l'art sacre s'ha portat a terme mitjançant obres de pintura, escultura o mosaic.
En el cristianisme les representacións més freqüents han estat les del baptisme, el judici final, la crucifixió i la resurrecció de Jesucrist. També es mostra la figura de la Mare de Déu i imatges extretes de la Bíblia.

## L'art sacre cristià europeu
La temàtica religiosa era comuna en l'edat mitjana europea, però molts dels grans mestres van aparèixer durant el Renaixement quan, entre d'altres Miquel Àngel va pintar la Capella Sixtina i va esculpir la Pietà, Gian Lorenzo Bernini creà les columnes de la Basílica de Sant Pere i Leonardo da Vinci pintà El Sant Sopar. Un dels temes cristians més comuns va ser el de la Verge Maria sostenint en braços el Nen Jesús. l'altre tema principal va ser el Jesús sobre la creu.
El gènere de l'art sacre va perdre força des del Renaixement, tanmateix, al segle xx Salvador Dalí va fer-ne obres molt conegudes com la Crucifixió. El pintor alemany Emil Nolde i el francès Georges Rouault també van practicar l'art sacre al segle xx.

## Art sacre musulmà

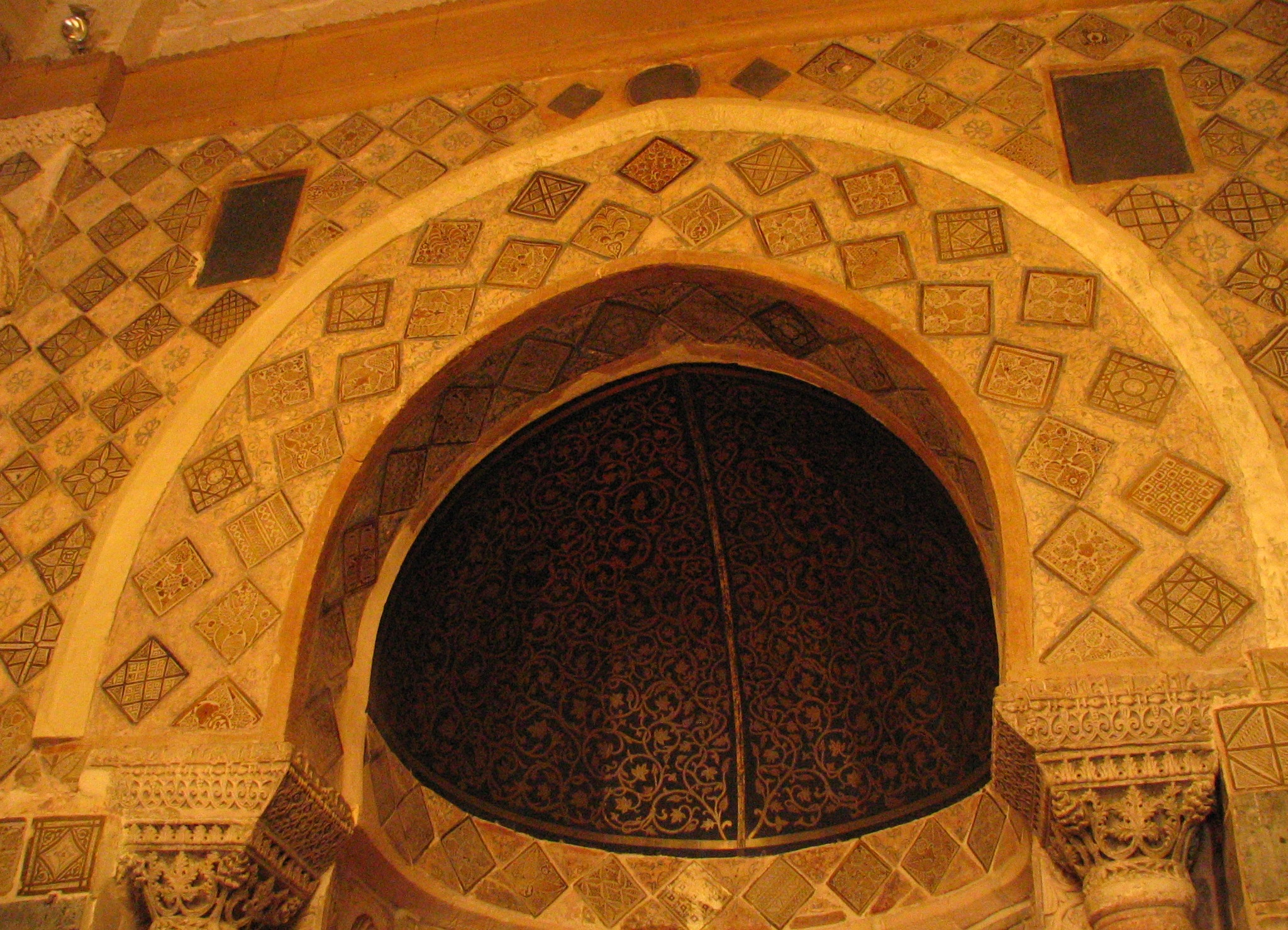
Gran Mesquita de Kairuan, decorada amb motius vegetals

Per les prescripcions contra la idolatria, en l'art islàmic no es representen ni animals ni humans i l'art islàmic va desenvolupar formes geomètriques aràbigues, florals i cal·ligràfiques. És un art que tracta d'expressar conceptes fonamentals com la natura infinita de Déu.

## Art sacre tibetà-budista
La major part de l'art tibetà-budista està relacionat amb la pràctica del Vajrayāna. L'art tibetà inclou Thangka i Màndala, sovint incloent les pintures de Budes i Bodhisattva. Aquest art també inclou objectes metàl·lics com el vajra i el phurba.

### Art sacre budista l'Índia
Especialment destaquen dues coves pintades amb imatges de Buda, una d'elles és Ajanta del segle v, l'altra és Dunhuang.